# Panacela lewinae
Panacela lewinae is een vlinder uit de familie van de Eupterotidae. De wetenschappelijke naam van de soort is voor het eerst geldig gepubliceerd in 1807 door Lewin.